# وليام (اسم)
ويليام (بالإنجليزية: William)‏ هو اسم علم شخصي مذكر إنجليزي من أصل جرماني. معنى الاسم هو الحامي أو إرادة الحامي، وهو مشتق من كلمتي ويل will وألتي تعني إرادة ومن كلمة helmet وألتي تعني خوذة. لهذا الاسم عدة أشكال مثل بيل وويل وفيلهيلم في الألمانية وجيوم في اللغة الفرنسية وغيليرمو في اللغة الإسبانية، وكذلك ويلا و ويلما وفيلهمينا عند الإناث.

## الشخصيات
- وليام الفاتح ملك إنجليزي
- وليم شكسبير روائي إنجليزي
- وليام ستيرن عالم نبات بريطاني
- وليام كروكس فيزيائي وكيميائي بريطاني
- وليم غلادستون رئيس وزراء بريطاني
- وليام جيمس سيديس رياضياتي أمريكي
- وليام جيلبرت فيزيائي وفيلسوف إنجليزي
- وليم جونز لغوي ومستشرق إنجليزي
- وليم حاوي سياسي وقائد عسكري لبناني
- وليام أو دوغلاس سياسي ومحامي أمريكي
- وليام أثرتون ممثل أمريكي
- وليام ألين كاردينال إنجليزي
- وليام أوفلين رائد فضاء أمريكي
- وليام ألاند ممثل ومخرج أمريكي
- وليام إيتي رسام إنجليزي
- وليام إليري تشانينج داعية توحيدي إنجليزي
- وليام إدوارد ايرتون فيزيائي إنجليزي
- وليام باتسون عالم أحياء إنجليزي
- وليام بيترسين منتج أفلام أمريكي
- وليام بلاكستون قاضي إنجليزي
- وليام بيتس طبيب أمريكي
- وليام بيري رياضياتي ومهندس أمريكي
- وليام ستوكس طبيب إيرلندي
- وليام بينيت مذيع أمريكي
- وليام بكلاند لاهوتي إنجليزي
- وليام بيرنز دبلوماسي أمريكي
- وليام بافين ملاح ومستكشف إنجليزي
- وليام باترسون سياسي ومحامي إنجليزي
- وليام بايلس عالم أحياء بريطاني
- وليام بوتينغ همسلي عالم نبات بريطاني
- وليام بورشل مستكشف وعالم أحياء بريطاني
- وليام بونيه متسابق دراجات هوائية فرنسي
- وليام بوفورد لاعب كرة سلة أمريكي
- وليام تين روائي أمريكي
- وليام تويد سياسي ورجل أعمال أمريكي
- وليام ثورنتون رائد فضاء وقائد عسكري أمريكي
- وليام جيننغز بريان سياسي ووزير أمريكي
- وليام جيبور لاعب كرة قدم ليبيري
- وليام جي كاسي محامي وسياسي أمريكي
- وليم جونز رياضياتي بريطاني
- وليام جارود ممثل ومخرج أمريكي
- وليام دامبير مستكشف إنجليزي
- وليام ديتيرلي ممثل ومخرج أمريكي
- وليام دين هاولز كاتب مسرحي أمريكي
- وليام دانيلز ممثل أمريكي
- وليام ديفين دبلوماسي وضابط إستخبارات أمريكي
- وليام دوبارديو ممثل فرنسي
- وليام ديماريست ممثل أمريكي
- وليام دوبسون رسام إنجليزي
- وليام دورانت رجل أعمال أمريكي
- وليام رامزي كيميائي بريطاني
- وليام روجرز سياسي أمريكي
- وليام ركسبورغ عالم نبات اسكتلندي
- وليام روسكرانس قائد عسكري وسياسي أمريكي
- وليام روبرت جروف قاضي وفيزيائي أمريكي
- وليم ستانلي جيفونز رياضياتي واقتصادي إنجليزي
- وليام سميث ممثل أمريكي
- وليام سلفستر ممثل أمريكي
- وليام سافاير صحفي أمريكي
- وليام شيرر صحفي ومؤرخ أمريكي
- وليام شيرارد عالم نبات بريطاني
- وليام شفرد رائد فضاء أمريكي
- وليام غولدمان روائي أمريكي
- وليام غرفث عالم نبات بريطاني
- وليام غايتس رجل أعمال أمريكي
- وليم فوكس تالبوت مصور إنجليزي
- وليام غالاس لاعب كرة قدم فرنسي
- وليام فاولر فيزيائي وفلكي أمريكي
- وليام فوكسويل أولبرايت عالم آثار أمريكي
- وليام فيلر رياضياتي أمريكي كرواتي
- وليام فارنوم ممثل أمريكي
- ويليام فيكنر ممثل أمريكي
- وليام كيد قرصان اسكتلندي
- وليام كلارك مستكشف أمريكي
- وليام كوبيت صحفي إنجليزي
- وليم كاكستون مترجم إنجليزي
- وليام كامبل عالم أحياء أيرلندي
- وليام كونراد ممثل أمريكي
- وليام كينيدي ممثل وروائي أمريكي
- وليام كريستول صحفي أمريكي
- وليام لين كرايغ فيلسوف ولاهوتي أمريكي
- وليام لورنس براغ فيزيائي أسترالي
- وليم لود كاهن وسياسي إنجليزي
- وليام لامب رئيس وزراء بريطاني
- وليام ليتش عالم أحياء بريطاني
- وليام ليبسكوم كيميائي أمريكي
- وليام مابوثر ممثل أمريكي
- وليام ماكدوغال كاتب إنجليزي
- وليام مونتغمري واط مستشرق بريطاني
- وليام مولتون مارستون عالم نفس أمريكي
- وليام موناهان روائي أمريكي
- وليام موسلي ممثل إنجليزي
- وليام مورنر كيميائي أمريكي
- وليام نوردهاوس فيزيائي أمريكي
- وليام نولز كيميائي أمريكي
- وليام هوتكينس ممثل أمريكي
- وليام هنري كيميائي إنجليزي
- وليام ويلي لاهوتي إنجليزي
- وليام ياربروغ لاعب كرة قدم أمريكي
- ويليام وايلر مخرج أمريكي
- ويليام والاس ثوري اسكتلندي
- ويليام ويلبرفورس سياسي إنجليزي
- ويليام ويلبرفورس شاعر إنجليزي
- ويليام ويذرنغ عالم نبات إنجليزي
- ويليام جيبسون روائي أمريكي كندي
- ويليام جيمس فيلسوف وعالم نفس أمريكي
- ويليام دوق كامبريدج أمير بريطاني
- ويليام ماكينلي رئيس أمريكي
- وليام الثاني ملك إنجلترا
- ويليام الثالث ملك إنجلترا
- ويليام الرابع ملك المملكة المتحدة
- وليام سميث ممثل أمريكي